# Insuetophrynus acarpicus
Insuetophrynus acarpicus là một loài ếch trong họ Leptodactylidae. Nó là đại diện duy nhất của chi Insuetophrynus. Chúng là loài đặc hữu của Chile.
Các môi trường sống tự nhiên của chúng là các khu rừng ôn hòa và sông. Loài này đang bị đe dọa do mất môi trường sống.